# エイブラハム平原の戦い
エイブラハム平原の戦い、またはケベックの戦い（英: Battle of the Plains of Abraham、Battle of Quebec、仏: Bataille des Plaines d'Abraham、Premiere bataille de Quebec）は、七年戦争（北アメリカではフレンチ・インディアン戦争）の中枢となる戦いである。

## 概要
1759年9月13日に、ケベックの要塞の外にある台地で、イギリス陸海軍とフランス陸軍の間で行われた戦闘のことで、元々エイブラハム・マーティンという農民がこの地を所有していたことが、この戦いの名前の由来となった。
この戦いは、両軍合わせて少なくとも1万の部隊が投入され、後のカナダの形成に影響を与え、ヌーベルフランスの運命を決定づけるという点で、北アメリカでの英仏両国の戦いの中で最大の山場となった。
3か月に及ぶイギリスの包囲作戦で、頂点というべきこの戦いは15分ほどで幕を閉じた。ジェームズ・ウルフ将軍に率いられたイギリス部隊は、ルイ＝ジョゼフ・ド・モンカルム指揮下のフランス部隊、そしてカナダ（ヌーベルフランス）の民兵に効率よく立ち向かった。その戦術は、ヨーロッパの大きな戦争ではかなり功を奏していた。
この戦いで双方の将軍は致命傷を負い、ウルフは開戦からわずか数分後に受けた弾丸が元で世を去った。そしてモンカルムもまた、下腹部に弾丸を受け、翌朝、死亡した。既に開戦の時点でフランス軍やカナダ民兵は、至近距離からのイギリス軍の容赦ない集中射撃により、かなりの圧力を受けていた。
フランス軍はケベック陥落後も戦いを続け、いくつかの戦いでは優勢に立っていたが、イギリス軍は要塞の占領にこだわり続け、それが北アメリカの他の植民地にも及び、北アメリカ東部のフランスの植民地はその後4年間でイギリスに割譲されてしまった。

## ボーポールの戦い

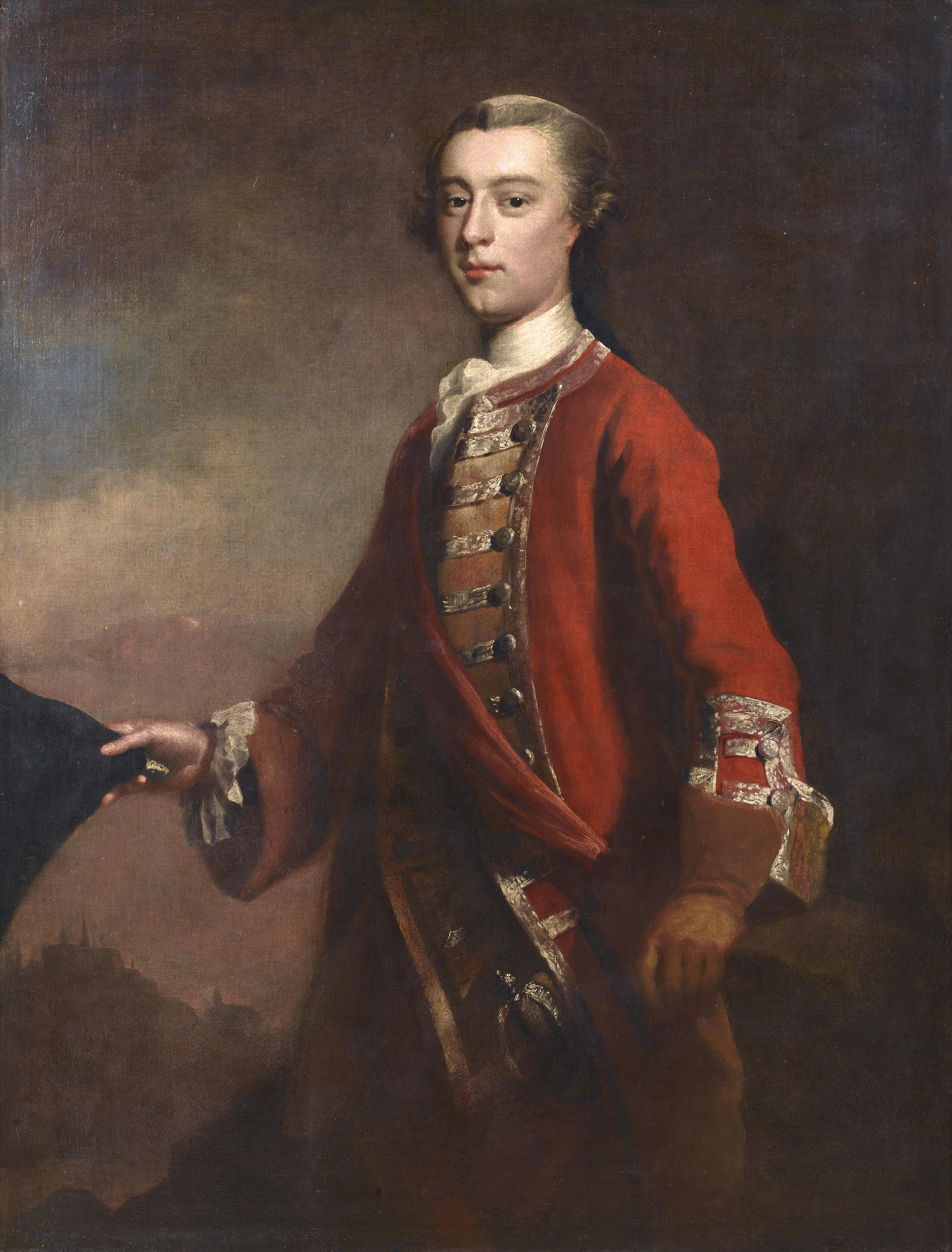
ジェームズ・ウルフ

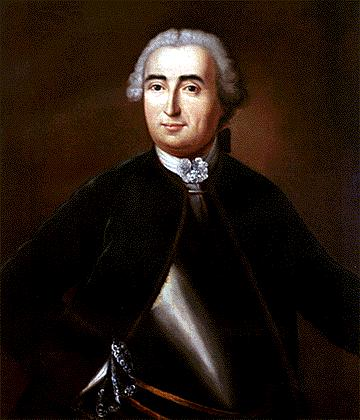
ルイ＝ジョゼフ・ド・モンカルム

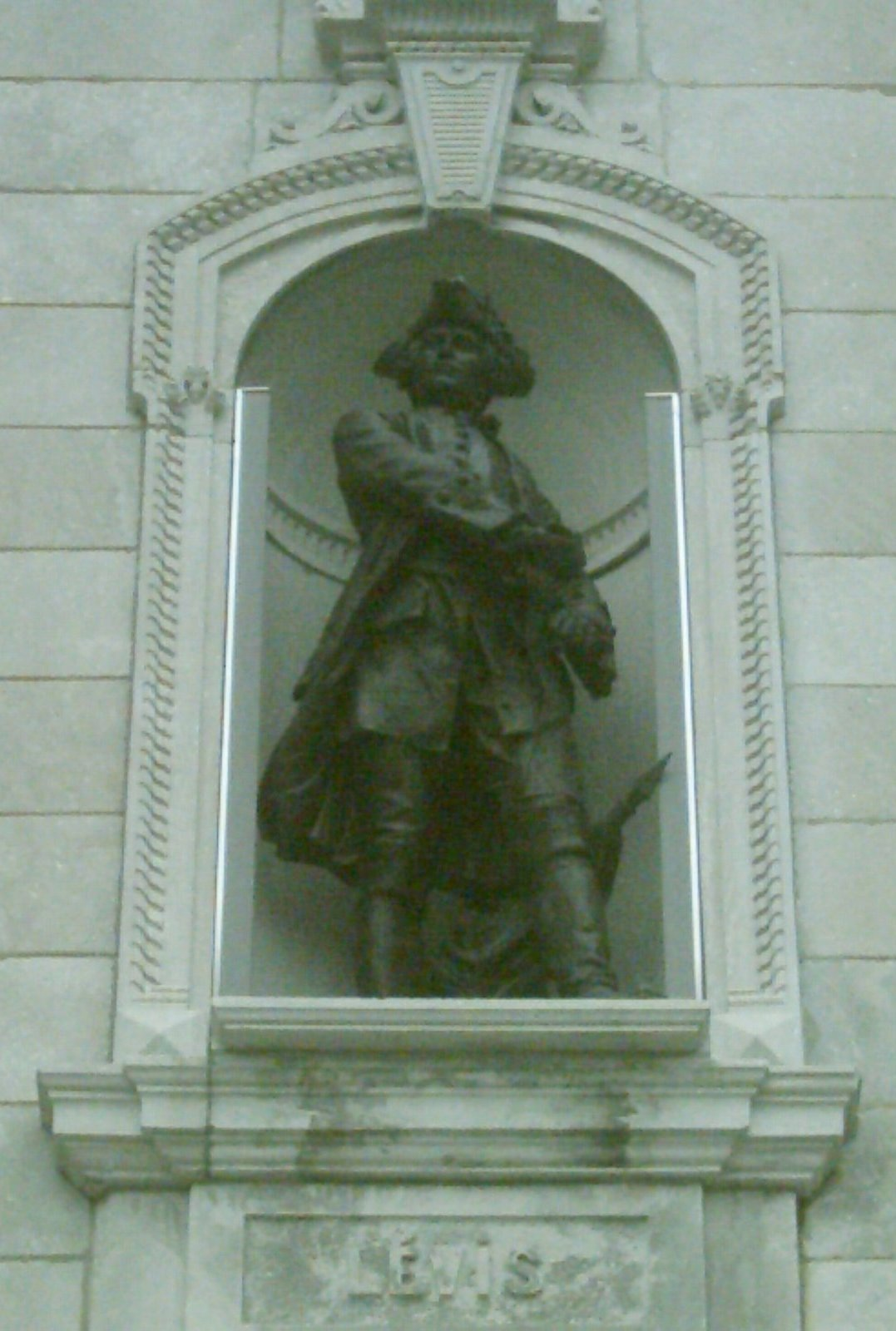
レビ伯フランソワ・ガストン（ケベック州議事堂の像）

七年戦争は、期間の後半の1758年から1759年にかけて、北アメリカ北東部のフランス軍とフランス植民地が、イギリスの新戦力の前に屈していった。1758年のカリヨンの戦いでの敗退ののち、イギリスは8月にルイブールの包囲に出て、カナダ大西洋岸をイギリスの手に納め、ケベックへの攻撃の拠点となる海路を開いた。同じ8月にフォート・フロンテナックがイギリスの手に落ち、オハイオ渓谷へ行軍中のフランス補給部隊が犠牲になった。フランスは、部隊を引かざるを得なかった。イギリスの勝利により、フランスの指揮官、とりわけ総督のヴォードルイユと、将軍モンカルムは不安を覚えたが、ケベックはまだ防御が可能だった。後に実践されることになるイギリスの三叉戦法は、この時点では未完成だったからだ。
イギリス側のジェームズ・ウルフは、1万2千の兵を率いることになっていた。しかし彼を出迎えたのは約400名の士官、7,000人の普通部隊、300人の砲兵そして海兵隊であり、チャールズ・ソーンダース提督率いる49艘の船と140艘の小型船舶の艦隊の支援を受けていた。
艦隊がケベックに近づく前の準備として、ジェームズ・クックがセントローレンス川の測量に入った。この川には、トラバースクックの船をはじめとした第一団の船団が川に入り、河床の深さを測りつつ、上って来た艦隊を導いて、ウルフと兵士たちは6月28日にオルレアン島 (en) に上陸した。フランス軍は、7艘の爆薬を仕掛けた船を送りこんで上陸を妨げようとしたが、船の爆発があまりに早すぎ、イギリスの水兵たちは炎上するフランスの船を艦隊から引き離すことができた。翌日、ウルフの部隊はケベックから川をまっすぐ渡っただけの場所である、セントローレンス川の南岸のレヴィに上陸した。7月の始めにはそこに砲台が築かれた。その砲台からは、ケベックのローワータウンが射程に入った。
指揮官のあいだでは敗北主義的な空気が漂っていたが、正規のフランス部隊、そしてカナダ民兵はイギリスによるボーポールへの攻撃に対しての準備に照準を合わせていた。モンカルムと部下の少将フランソワ＝ガストン・ド・レビ 、大佐のルイ・アントワーヌ・ド・ブーガンヴィル、そして中佐のセネツェルギュは、1万2千人の部隊をセントローレンス川からモンモランシーの滝まで、セントローレンス川の瀬に沿った9キロの長さにわたる要塞と砲台に配した。かつて、上陸を目論むイギリス軍の標的となった場所だった。イギリスの攻撃に先立ち、多すぎるほどの支援軍を乗せた艦隊がケベックに到着した。長期にわたる包囲への援軍だった。

7月31日のイギリスの攻撃

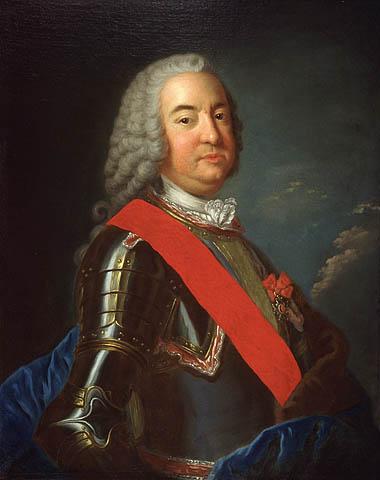
ヌーベルフランスのヴォードルイユ総督

ウルフがボーポールの町を見下ろしたところ、町にはバリケードが築かれ、銃撃戦に耐えられるようにしているのに気がついた。バリケードは道に沿って途切れることなく築かれていて、手ごわい要塞となっていた。加えて、モンモランシー川に木々が覆い茂り、この道から近づくのは危険だった。7月31日、ウルフの部隊が北岸に降り立ち、最初の重要な戦いであるボーポールの戦い、またはモンモランシーの戦いが始まった。約3,500人の部隊が、激しい砲撃を受けながら上陸した。ルイスブール・グレナディアーズ (en) の兵士は浜にたどりつき、ばらばらな攻撃をフランスの陣地にしかけたが、そこにも砲火が迫ってきた。この戦いは嵐と雷とで打ち切られ、ウルフは約450人の負傷者を出して部隊を退かせた。フランス軍の負傷者は60人だった。
フランスの士官の一部は、モンモランシーでの敗北がイギリスにとって最後の攻撃になるだろうと考えた。ボードレイユはのちに「私はケベックには何の心配も感じなかった。確かに、ウルフは何の進歩もないだろう…彼は最良の兵士の約500人を失ったことに甘んじたのだ」と記している。ボードレイユはまた、数日中に新たな攻撃があるだろうと予言した。他の士官は、軍事行動はもう終わりだと考えていた。

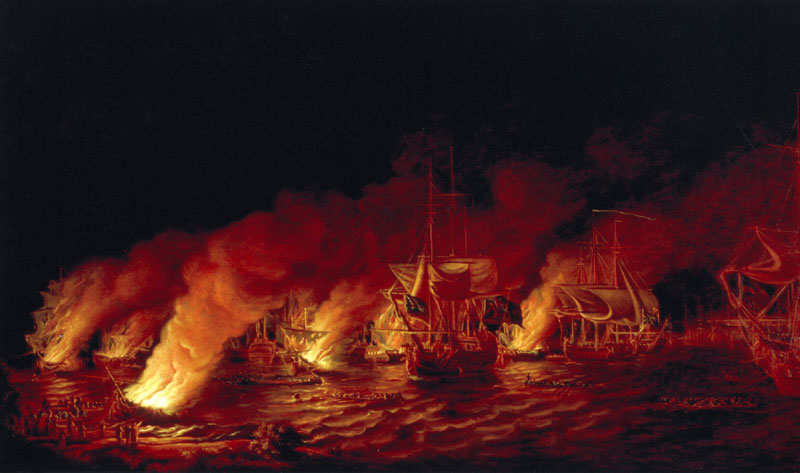
炎上するフランスの爆薬船

この戦いが終わってから、ウルフの視点は変わった。モンカルムの守備戦術に業を煮やしたウルフの部隊はアメリカ陸軍レンジャー部隊 (en) と共に行動し、セントローレンス湾に沿った小さなフランスの植民地を攻撃し、破壊した。およそ1,400もの石造りの家や邸宅が壊され、入植者の多くが犠牲になった。この戦果は、モンカルムの軍を城塞から引き離そうとしたかに見えたが、失敗した。しかしながら、この攻撃によりフランスへの援軍を減らせたのは事実だった。特にイギリス海軍としては、セントローレンス川を完全に制することができなかったものの、この援軍減らしのおかげで、フランス側の港を封鎖できたのである。

## 準備

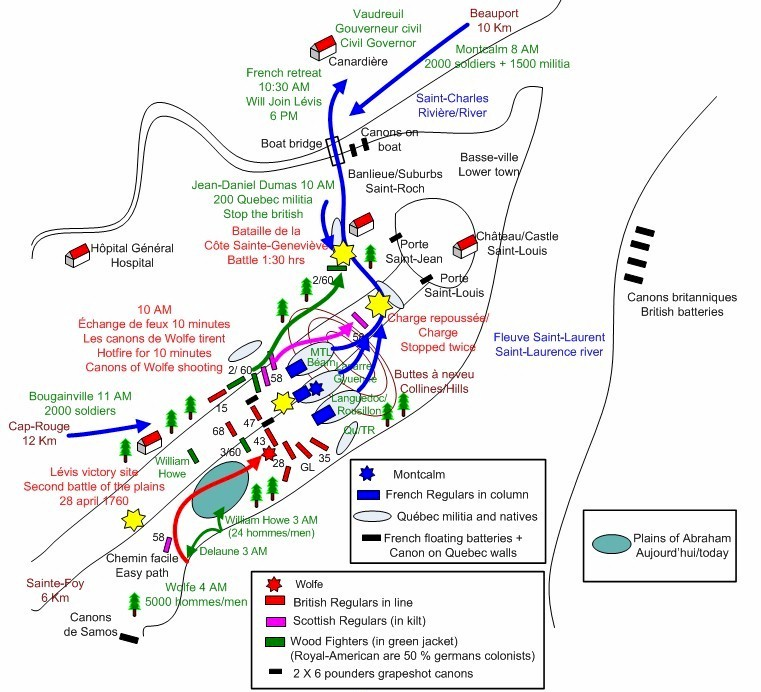
エイブラハム平原の戦いの兵力配置図

包囲戦の間中、イギリスの兵舎では病気が流行り、8月にはウルフも罹病して寝たきりになり、既に低かったイギリス軍の士気を更に落とした。病人があまりにも多いため、実戦で使える人数が激減しており、ウルフ自身としては、9月の終わりまでには次の攻撃を仕掛けなければイギリスの勝機はなくなると感じていた。加えて、モンカルムの防御に徹する姿勢への不満が募る一方だった。ウルフは母親への手紙に次のように書いている。「モンカルム侯は多くの粗悪な兵を率いる将であり、私は少数の優秀な兵を率いる将です。そのため、侯とは一戦を交えたいと切に望んでおります。しかしあの用心深くて老練な方は行動するのを避けたがり、自らの軍の行動にさえ疑いの目を向けておられます」モンカルムもまた、長期の包囲戦で、自身も兵士たちも着の身着のまま眠り、攻撃に備えて馬にはいつも鞍を置いている状態からくる不満を隠せずにいた。
いくつもの北岸への上陸案を考え、また没にしたあげく、ウルフは8月末に彼と彼の旅団でケベック市内のセントローレンス川上流に上陸するという決断を下した。これが成功すれば、北岸のイギリス軍がモントリオールへの補給線を断つことになり、モンカルムも戦端を開かざるを得なくなると予想された。上陸予定場所について、最初に提案されたのは、セントローレンス川を出来るだけ上流に約32キロ上った場所で、フランス部隊が攻撃に備えるまでに1日か2日かかりそうな場所だった。モンカルムは、ボーポール（モンモランシー）の戦いでのイギリスの急襲の失敗を教訓として、配備を変更した。ブーゲンビルに約1,500人の正規の縦隊、200人の騎兵、ヌーベルフランスの軍から3,000人ほどを率いさせ、イギリス船が上るのを監視するため、上流のキャップ＝ルージュ (en) に派遣したのである。さらに、モンモランシーの戦いでイギリスが放棄していった、ボーポールの岸の防御を強化した。これはボーポールに急襲が来ると考えての準備だった。モンカルムは、民兵の指揮官がイギリス軍が流れをさかのぼって上陸する可能性を警告したにもかかわらず、それをさほど重大なものとはみなしていなかった。

一方イギリスは、上流での危険を伴う配備の準備を進めていた。既に部隊は揚陸艦に乗り込み、何日間かセントローレンス川を上下に行き来していた。9月12日、ウルフは最終的に、イギリス軍がアンゾー・フロン (en) に上陸するとの決断を下した。ここはケベックの南西にある入り江で、ディアマン岬 (en) から3キロ上流にある。台地のほうへと続く高い崖の下にあり、大砲によって守りが固められていた。なぜウルフがこの地を選んだのかはわからない。当初の予定地は川のはるか上流の、モンカルムをケベックから平原に導き出し、ブーゲンビルの軍に一撃を与える目的でイギリス軍が足場を固めた場所のはずだった。准将のジョージ・タウンシェンド (en) は「将軍の側近によると、上陸予定地についての考えを将軍は変えた」と言った。ウルフの最後の手紙となった、HMSサザーランドにおける9月12日午後8時30分の日付のものには、こう記されている。
謹んで申し上げます。私の責務は、フランス軍への攻撃であります。知識と能力の限りにおいて、私はかの地点で、ほとんどの軍と共に任務を果たし、恐らく成功するでありましょう。もし私に間違いがあれば、そのことを謝罪します。そしてその結果おこることについて、国王陛下と国民とに回答することとなるでしょう
ウルフの攻撃計画は、秘密性と奇襲性が柱だった。この計画のために、何人かの兵士は夜のうちに北岸に上陸し、高い崖を登り、小さな道を包囲し、そこを守っている駐屯部隊を片づけてから、味方（5,000人）の大半に道の横の崖を登らせ、台地での戦争に備えて配置に就かなければならなかった。たとえ最初のグループがうまく行って軍がそれに続いたとしても、このような配置では軍がフランスの防御線内に残されてしまい、しかも川があるため即時の退却はできないのである。ウルフが上陸作戦をこういう形に変更したのは、上陸の秘密のためというよりは、部下である旅団兵への軽視ゆえのもので、しかも彼らにそのことを告げないという、部下にしてみればかなり尊大な態度に出た。もっとも、告げたところで部下たちは反対するに決まっていた。そしてまた、持病に悩まされていたことや、鎮痛剤として使っていたアヘンの影響も恐らくはあっただろう。

## 上陸作戦

9月12日のイギリス部隊の上陸

ディアマン岬とキャップ＝ルージュの間の、広い地域の防御の任務を任されたブーゲンビルは、部隊と一緒に12日の夜にキャップ＝ルージュからセントローレンス川を上ったが、数多くのイギリス船が上流に行くのを見落としていた。フランスの兵舎には、部隊長のルイ・デュポン・デュシャンボン・ド・ヴェルゴ (en) 率いる100人の民兵がいて、ヴェルゴは、川岸のサンドニ渓谷に連なる狭い道の監視役だった。この人物は4年前、ボーセジュール砦 (en) でイギリス軍と戦って敗北を喫していた。民兵は100人だが、9月12日の夜も、そして9月13日の朝も、市民軍の兵士はたった40人ほどしかいないようだった。他は皆収穫のため家に戻っていたのだ。その刈り入れに出ていた面々は、アンゾー・フロンにもし何かあった場合、自分たちが関わると敵に攻撃されやすいのではなかとも言っていた。しかしモンカルムはそう言う彼らを退け、100人の市民軍が夜明けまで敵を寄せ付けないはずだと言い、こう述べた。「敵軍が翼を持って一夜のうちに川を横切り、上陸し、上りにくい坂を通って、崖をよじ登るなど想像できない。特に崖をよじ登る場合は、梯子を持ってこない限り駄目だろう」

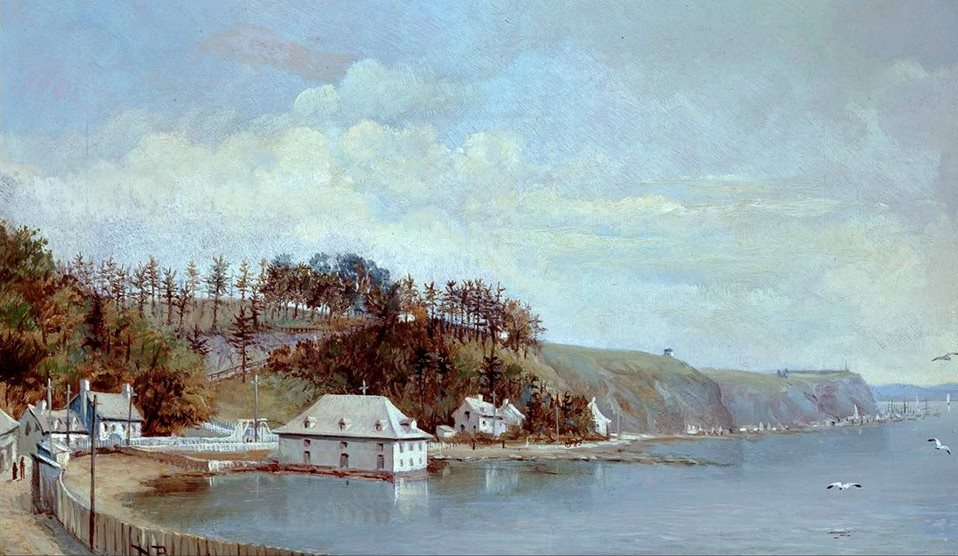
アンゾー・フロンの入江

歩哨たちがその朝、船が川に沿って進んでいるのを目にしていたが、昨夜通過したフランスの補給艦の一団で、ヴェルゴ部隊長には変更が知らされていなかったのだろうと思っていた。最初のイギリス部隊が集まり始め、船が歩哨に身分証明を求められて、フランス語のできるフレーザー、ドナルド・マクドナルドの両部隊長が、疑いをかけられないように流暢なフランス語で回答をこなした。
しかし、船団は航路をやや外れて航行し、上り坂の出発点で兵士たちは上陸した。ウィリアム・ハウ大佐に率いられた24人の義勇兵は銃剣を身に付け、道沿いの防杭をどけ、坂を上った。これはヴェルゴ部隊長の兵舎の陰に近づいて、すばやく占領できるようにするための策略だった。ウルフは1時間遅れで一行に続き、なだらかな道を通って平原に上った。こうして、エイブラハム平原に日が昇る頃には、ウルフのイギリス軍は崖の上の平原に強固な足場を築いていた。

## 戦闘

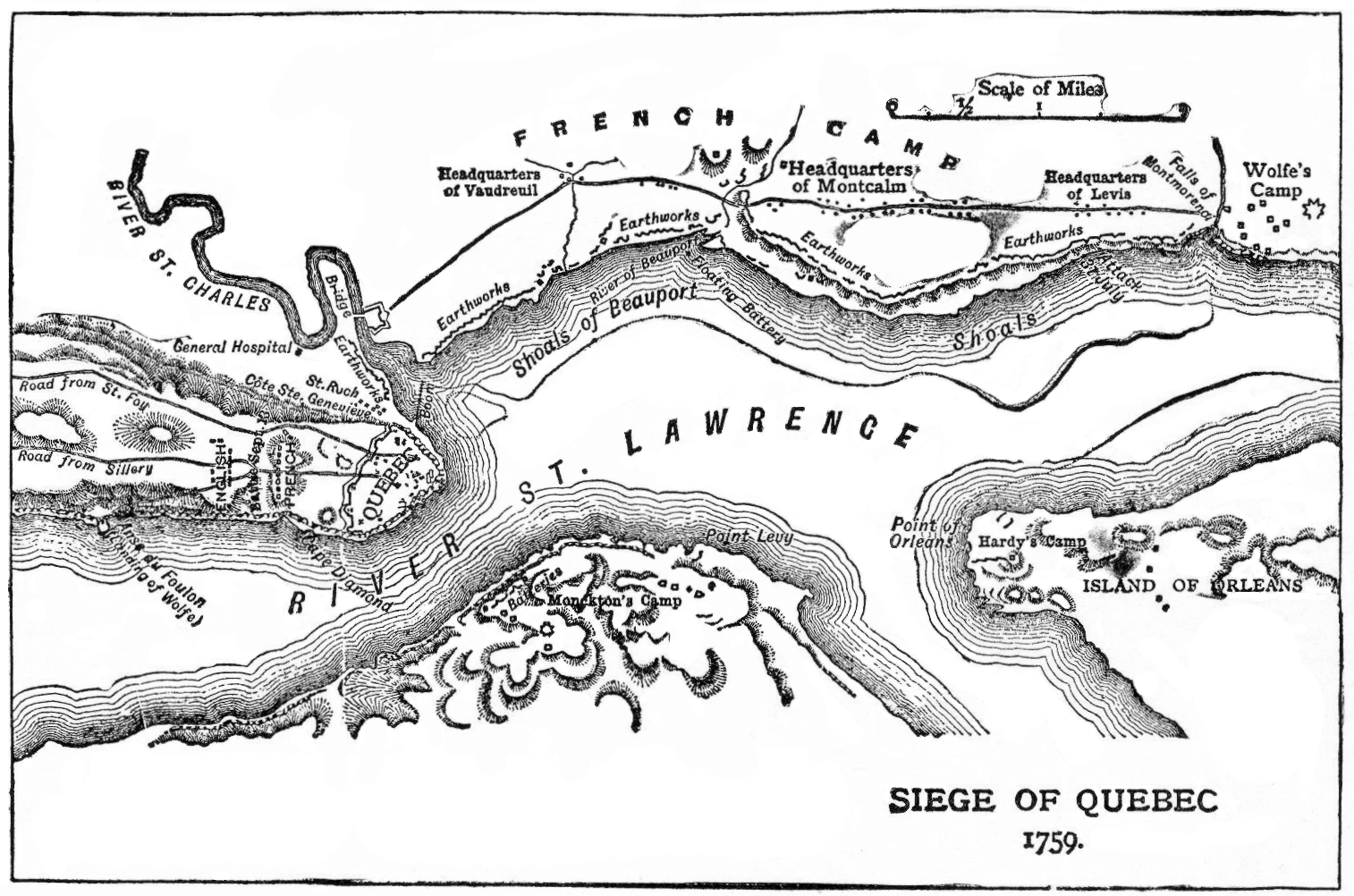
ケベック周辺のフランスとイギリスの配置、左側（東）はエイブラハム平原

平原はヴェルゴの兵舎以外は無防備で、ボードレイユは上陸の少し前に、フランスのある部隊にケベックの東に移るように命令を出していた。急ごしらえのフランスの防御の人数がもう少し多ければ、イギリスの兵力展開は不可能であっただろうし、後退させられる可能性だってあっただろう。士官が崖の下を夜通し定期的に巡回していたのだが、12日の夜にはそれが不可能だった。馬が何頭が盗まれ、他にいた2頭は脚が悪かったのである。イギリス上陸の最初の知らせは、ヴェルゴの兵舎から逃れてきた伝令によるものだった。しかしモンカルムの側近のある者が、この男は狂っていると思い、伝令を追い払ってまた寝てしまった。ソーンダース提督は上陸への目をくらますべく、モンモランシーの沖で陽動作戦を計画し、夜の間に川岸の砲台に火をつけ、船に部隊、多くはモンモランシーの野戦病院にいた者たちを乗せ、フランス側の戦力をそこに集めた。これでモンカルムは先手を取られた。

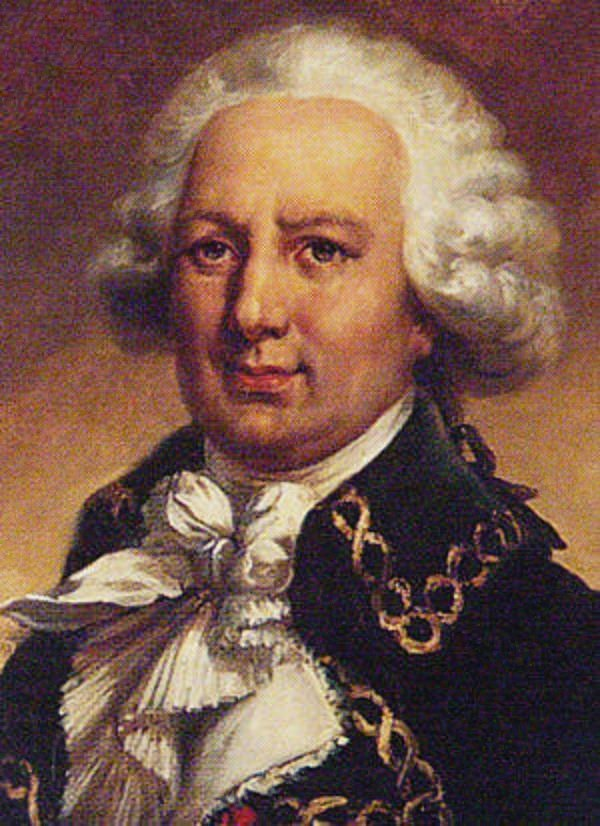
ルイ＝アントワーヌ・ブーゲンビル

モンカルムはイギリスの軍事行動を知ってあっけにとられた。そして、このことに対する彼の反応は、早計と考えられるものだった。ブーゲンビルの部隊を待つことで、正面と背後とで同時にイギリスを攻撃できる可能性もあったし、戦争は避けその一方でフランス軍を集める、あるいはケベックをウルフに明け渡すという選択肢さえあったのだが、モンカルムが選択したのはウルフ軍との正面対決だった。もう少し待てば、イギリス軍は完全に孤立してランゾフーロンに戻るしかなく、しかも戻る道でフランスが砲火を浴びせることもできたのだ。モンベリアルという砲兵隊の士官に、モンカルムは自らの決断をこう説明した。「軍事行動を起こすのは避けられない。敵は塹壕に身を隠しており、大砲が2台ある。敵に時間をやって気構えを起こさせようものなら、今の部隊では攻撃できなくなってしまう」

### 最初の交戦

戦闘開始直後の布陣

モンカルムの常備兵は全体で13,390人で、海兵隊とケベックシティ及びボーポールショアで徴収した民兵、それに加えて200人の騎兵、200台の砲台（ケベックシティの大砲を含む）、300人の先住民の兵（シャルル・ド・ランレード (en) 配下のオダワ人 (en) を含む）、140人のアカディアの民兵である。しかし彼らの大部分は実戦に関与したことがなかった。義勇兵の多くは戦争未経験だった。アカディア兵、カナダ兵、そして先住民の非正規兵はゲリラ戦のほうに慣れていた。それとは反対に、イギリス軍の大部分は正規兵だった。
9月13日の朝、イギリス軍はセントローレンス川を背に整列した。そして、右にセントローレンス川に沿った断崖、左にはセントチャールズ川 (en) 上部の深い森がある平原いっぱいに広がった。一方フランスの正規兵はケベックとボーポールから接近してきており、非正規兵の民兵や先住民は、イギリス軍左手方向の森林で一戦を交えた。民兵は戦闘の間中ここを守り、将軍から退却命令を受けている間は、セントチャールズ川にかかる橋の上まで下がって、後方を守ることになっていた。
約3,300人のイギリス軍は馬蹄形の浅い陣形を組み、中心となる火線部隊はざっと1キロの幅で並んでいた。平原を埋め尽くした歩兵に、ウルフはヨーロッパで広く行われていた3人1組で射撃をする3層式よりも、兵士2人に射撃をさせる2層式のやり方を取った。左翼では、タウンシェンド指揮下の連隊が藪の中の民兵と射撃による交戦をし、民家や製粉所のある一集落を占領した。民兵はある民家からイギリス軍をせき立てたが撃退され、退却の際に何軒かの家に火をつけて、イギリス軍の目をくらまそうとした。その結果、この火の煙でイギリス軍左翼は隠蔽されてしまった。恐らくモンカルムも、イギリスの布陣が分からず混乱したことであろう。イギリス兵たちは防御陣のすきを窺っていたが、激しい火がくまなく回ったため、ウルフは兵士たちに、丈の高い草や低木林の間に伏せるように指示を出した。

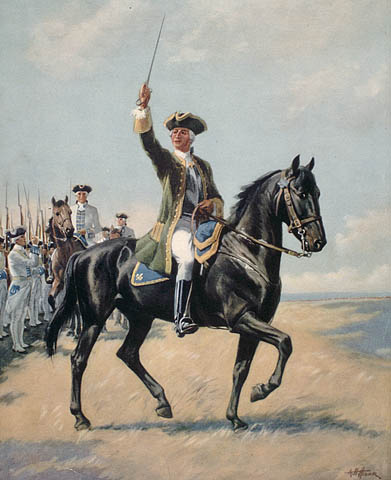
エイブラハム平原で兵を率いるモンカルム

フランスの部隊はボーポールからエイブラハム平原に向かったため、モンカルムの部隊は人数が少なかった。急襲こそがイギリスを退却させる唯一の道とモンカルムは決断し、ケベックやその近郊で徴集した兵を直ちに配備し、急襲に備えた。ボーポールからさらにやってくる援軍を待つことはしなかった。約3,500の兵を位置に着け、優秀な正規兵を3層に、他の兵は6層に、そして最も役に立たない連隊は縦列を組ませた。そろそろ10時にさしかかるころ、モンカルムは黒馬にまたがり、剣を抜いて振り回しながら兵士を勇気づけ、将軍の一人にイギリスの隊列へ前進するように命じた。
ヨーロッパで教育された軍事指導者として、モンカルムの持つ戦争観とは、スケールの大きい舞台装置の一部のようなもので、連隊と兵士が正確な命令の下に動くというものだった。このような軍事行動で要求されるのは、よく訓練され、練兵場で1年半もの間勤勉に演習をこなし、調子を合わせて行進することができ、一言で陣形を変えられ、銃剣の突撃にもマスケット銃の一斉射撃に直面しても統率力を維持できる兵士だった。しかし、フランス本国の軍はそういった戦争には熟達していたものの、兵士にはあまり軍事経験のない民兵が多くなっており、彼らの才能は森林でのゲリラ戦で発揮されるもので、個々の力がものをいった。彼らは命令より早く射撃や砲撃を行い、弾丸を詰める時は地面に弾を落とした。狭い場所での集中射撃には、これは不向きだった。

### 平原での戦い

戦いで退却するフランス軍

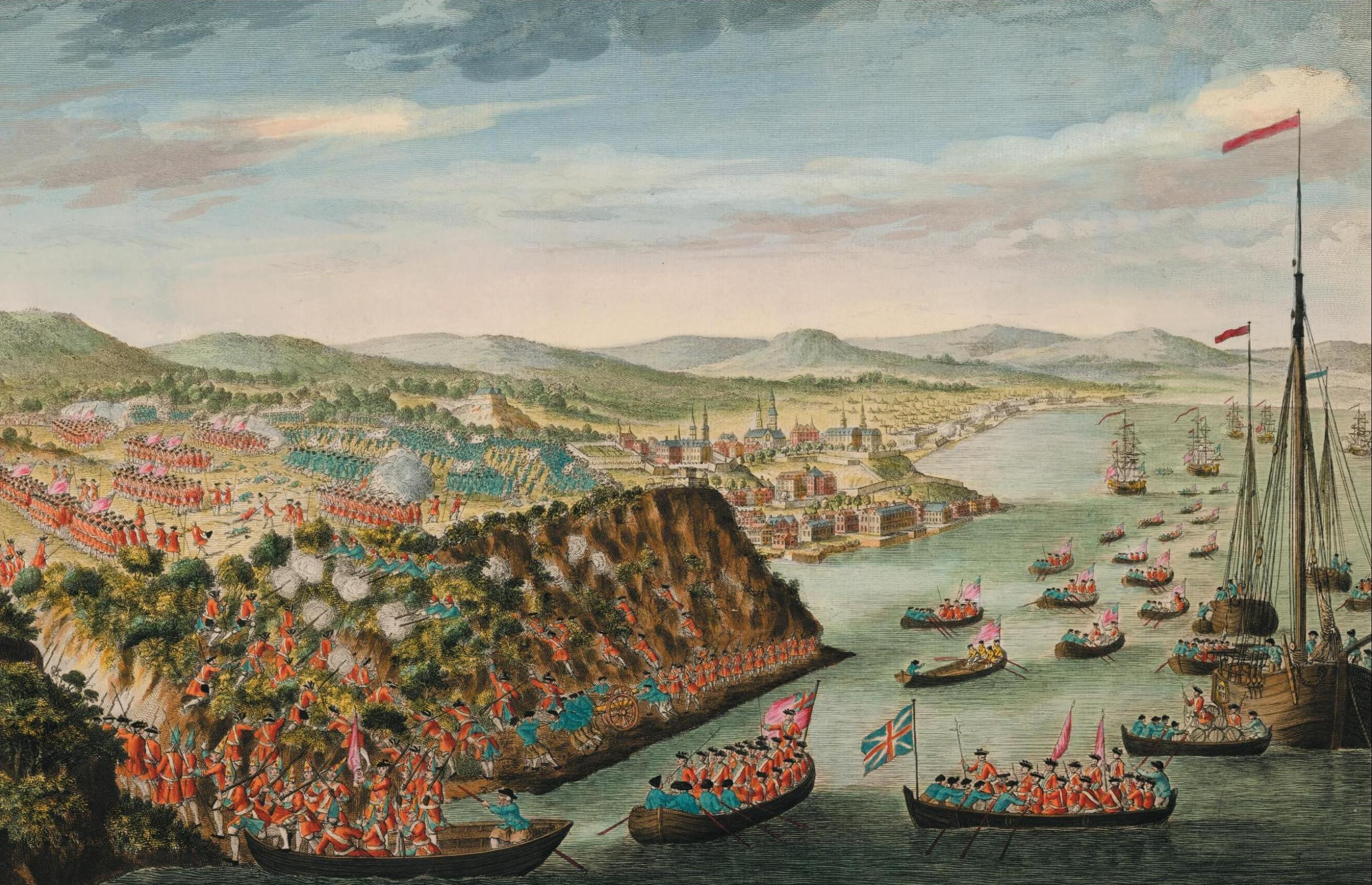
エイブラハム平原の戦い

フランス軍が近づいたことで、イギリス軍は銃を構えた。ウルフは1755年に、前進して来るフランス兵を仕留める射撃法を編み出していた。それは本体を必要とするもので－ここでは第43歩兵連隊 (en) と第47歩兵連隊 (en) －装填した銃を持ったまま、前進して来る敵軍の27メートル以内に近づき、狭い範囲から発射するものである。フランス軍も銃を構え、両軍は数分間そのままの状態だった。フランスはついに、2発をばらばらに発射した。
ウルフは兵士たちに、開戦当初は弾丸を2発ずつ打つよう命令していた。第43連隊の部隊長ジョン・ノックスは、日誌に「フランス軍が射程に入って来た時、イギリス連隊は、非常に落ち着いていて、驚くほど近くの距離から、激しい射撃を行った。こういう攻撃を見たのは初めてである」と記した。最初の射撃の後、イギリスの隊列は、驚きを隠せないフランスの陣地へ数歩前進し、2度目の全面射撃を行った。これはフランスを退却に追い込んだ。
ウルフは、第28歩兵連隊 (en) 、そしてルイスブール・グレナディアーズと共に位置についており、戦況を観察するため、高台の方へ移動した。戦闘が始まったころに手首を負傷していたが、応急手当をして指揮を続けていた。高台の防御の任務についていた、ルイスブール・グレナディアーズの義勇兵ジェームズ・ヘンダーソンは、後になって、次にフランスが射撃の命令をくだした瞬間、ウルフが2発の弾を、1つは下腹部、もう1つは胸に受け、これが致命傷になったと述べている。ノックスは以下のようなことも記している。ウルフの近くにいた兵士が「敵が逃げて行きます！」と叫んだこと、ウルフは、フランスの敗退したのを聞かされ、命令を出したのち、味方のほうに向きなおって「ありがたい、安心して死ねる」と言って息を引き取ったことなどである。
ウルフの死と、何名かの主だった士官の負傷とで、退却するフランス軍を追跡するイギリス軍の足並みは乱れてしまった。ジェームズ・マレイ旅団長は、第78歩兵連隊 (en) に剣を抜いて追跡するように命じたが、ケベックの近くで、浮き砲台からの凄まじい火がセントチャールズ川に架かる橋を覆っているのに出くわした。そのうえ、林の中には民兵が隠れていた。第78歩兵連隊は、この戦争で最も多い負傷者を出すことになった。
戦いの3日後に書かれた第78スコットランド高地連隊、ドクター・ロバート・マクファーソンの目撃談
ハイランダーズは剣を抜いて、要塞の入口まで民兵を追って行った。そして本隊へ合流し、今度は、我々の横手の、小さな村や藪に配置されていた大勢のカナダ人民兵にばらばらに攻撃をしかけ、そして敗れた。この日は終日敵の退却があったが、ここに来て、我々は多くの士官と兵とを失った。しかし最終的には、敵方の大砲を打ち、それで彼らを追い払った。その大砲は同様に我々にも大敗北をもたらしたものだった。
イギリス軍の後方を守っていたタウンシェンドは、ブーゲンビルの部隊がイギリス軍の背後から近付いているのをさとった。キャップ＝ルージュから着くのに時間がかかっていたのだ。すばやく、混乱していた部隊から2つの大隊を建て直し、近づいてくるフランス軍に対峙させた。窮地逃れの策だった。十分に休養を取って準備万端の相手に攻撃を仕掛ける代わりに、ブーゲンビルは退却命令を出した。モンカルム軍の部隊の残りの兵は、セントチャールズ川まで退いていた。

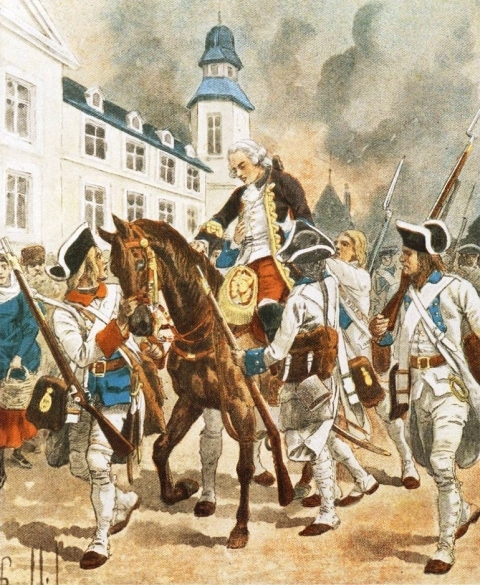
重傷を負ってケベックに帰還するモンカルム

モンカルムは、イギリス軍の大砲とマスケット銃の連続射撃の双方の銃弾を受け、下腹部と太腿に傷を負っていたが、それでも馬にまたがって退却した。ケベックまで戻ることはできたが、ケガは致命傷で、翌日の早朝に死亡した。この時、付き添っていた医師に「いつまで持つのか」と訊き、明朝までは持たないと医師が答えると、モンカルムはこう言った。「それはよかった、ケベックが降伏するのを見なくて済む」。彼は、ウルスラ礼拝堂の床に置かれていた粗末な棺に納められて、イギリス軍兵士の墓の隣に埋葬された。この戦いでは、双方の戦死負傷者数はほぼ同じだった。フランス軍は648人、イギリス軍は658人である。

## その後のケベックと英仏軍

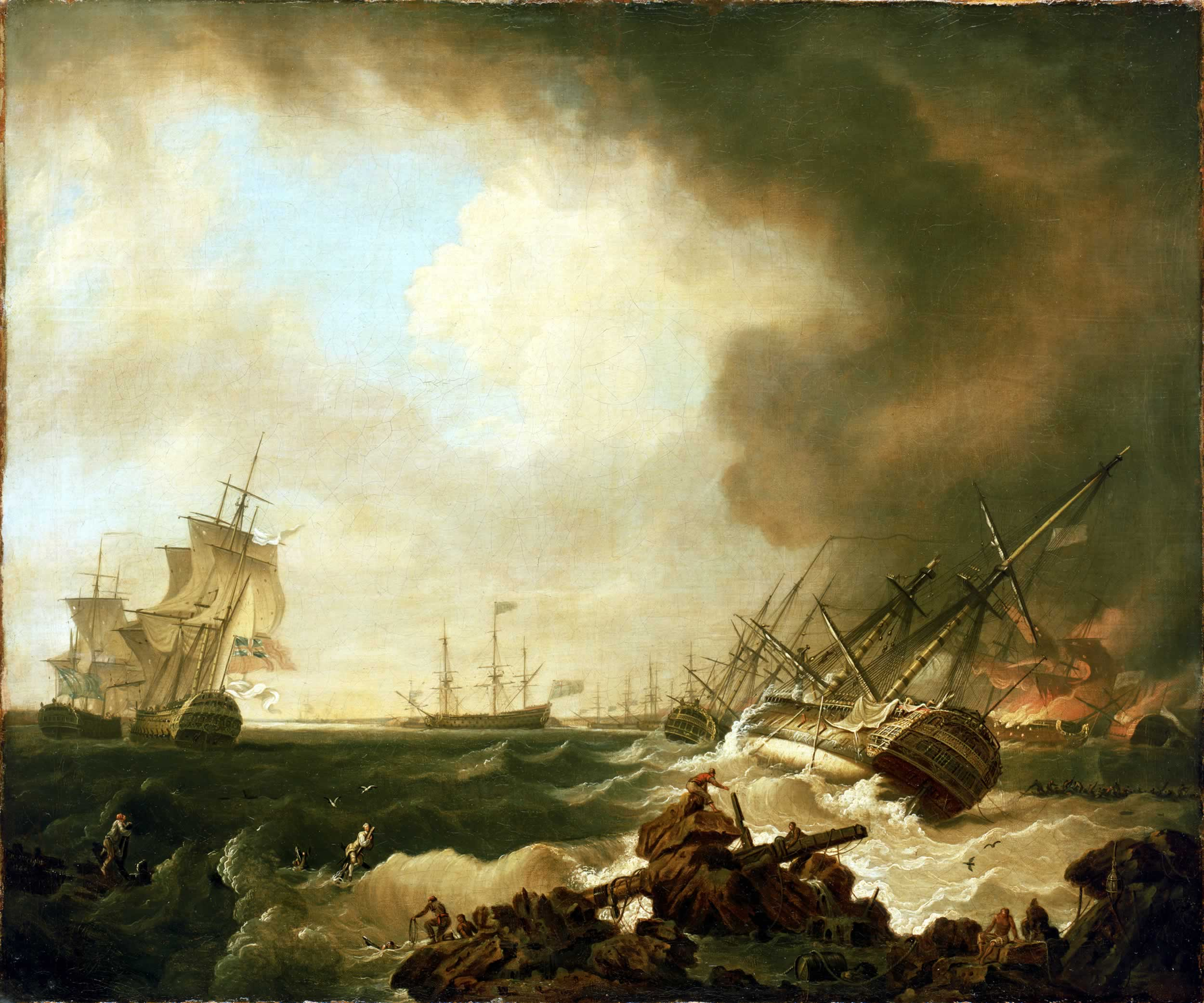
キブロン湾の海戦

戦いの直後、フランス軍は混乱していた。ボードレイルは、後にフランス政府に対して書簡を送り、敗北への非難を亡くなったモンカルムになすりつけた。ケベックとボーポールを見捨てようと決意した、すべての軍勢に西へ向かえと命令し、結局ブーゲンビルと連携し、ジャン・バティスト・ニコラ・ロック＝ド・ラムゼイの命令の下、駐屯部隊をケベックに残したことなどである。
その一方でイギリス軍は、始めはタウンシェンド、後にはマレイが指揮を取り、ソーンダースの艦隊と合同で市内に駐屯し、包囲作戦に出た。何日か経ち、18日になってド・ラムゼイ、タウンシェンド、そしてソーンダースはケベック降伏条項 (en) に署名し、町はイギリスの管理下に置かれた。町にいたフランス軍は、ジャック＝カルティエ川 (en) の西へと移動した。

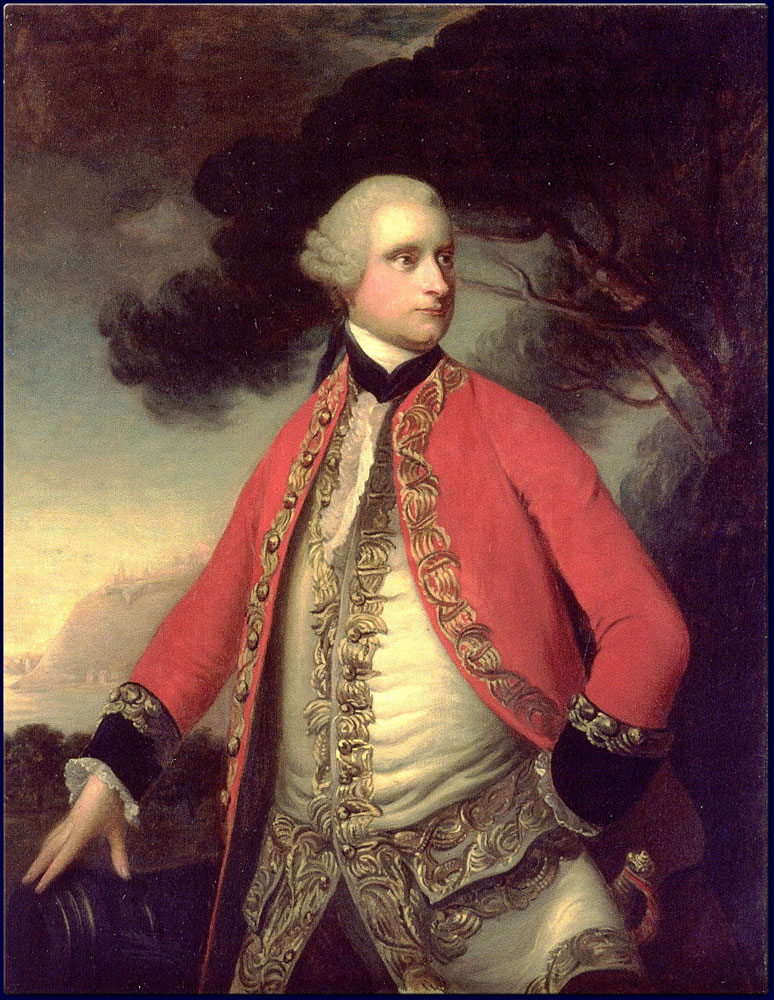
ジェームズ・マレイ

イギリス海軍はケベック降伏の後少したって、カナダを去らざるをえなくなった。流氷がセントローレンス川の河口を遮るからだった。4月になって流氷が消える前に、モンカルムの後継者であるフランスの指揮官、レビ伯フランソワ・ガストンが7,000人の部隊と共にケベックに入ってきた。イギリスの指揮官のマレイには非常に厳しい冬であり、壊血病で駐屯地の兵は4,000人にまで減っていた。1760年の4月28日、レビ伯の軍は、市のすぐ西側（現在のラヴァル大学 (en) の敷地）で起きたサント＝フォワの戦い (en) で、イギリス軍と対決して完勝した。この戦いはアブラハム平原の戦いよりも殺伐としたもので、戦傷死者はフランスで850人、イギリスで1100人を数えた。大砲と弾薬の不足でイギリスの防御は強化され、5月半ばにイギリス艦隊が来るまでのフランスの奪還は不可能になった。その後、フランス沖のキブロン湾の海戦により、フランスの劣勢は決定的となった。この戦いでイギリス海軍はフランス艦隊を全滅させた。つまりフランスは、ヌーベルフランスを救うための予備軍を送れなくなったということだった。1760年春にフランス陸軍が勢力を盛り返せたのも、その後のフランス艦隊の新戦力と物資派遣があればこそのことであった。
その年の9月、モントリオールで2000人のフランス部隊が17000人のイギリス・アメリカ連合軍と対峙し、モントリオールはイギリスの管轄となった。1763年、パリ条約が署名され、戦争は終結となり、ヌーベルフランスはグレートブリテン王国の植民地となった。新たに植民地となったのはカナダとミシシッピ川とアパラチア山脈の間に位置する、アメリカのルイジアナの東半分であった。

## 現在の平原と250年祭

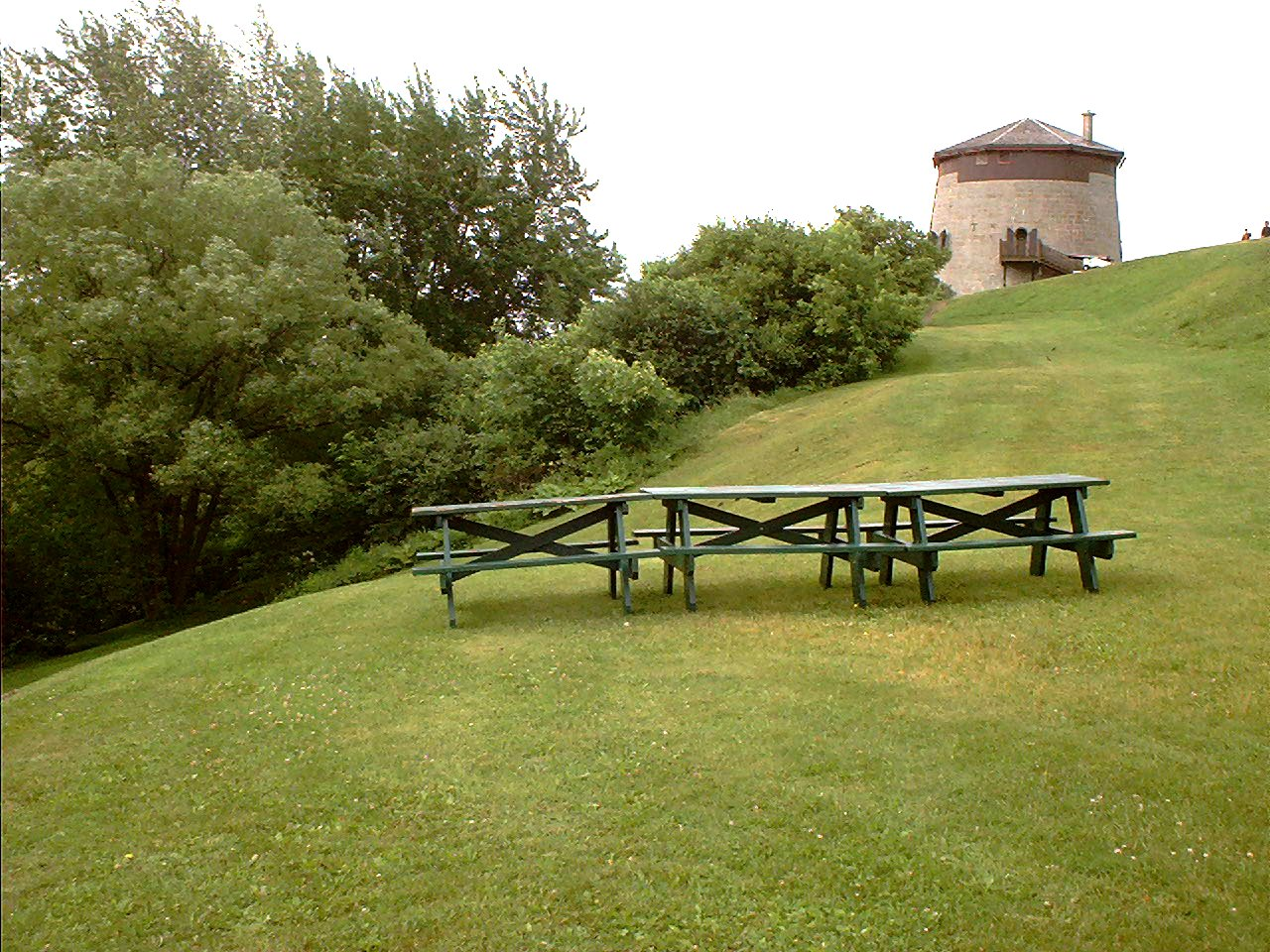
ケベックの戦場公園

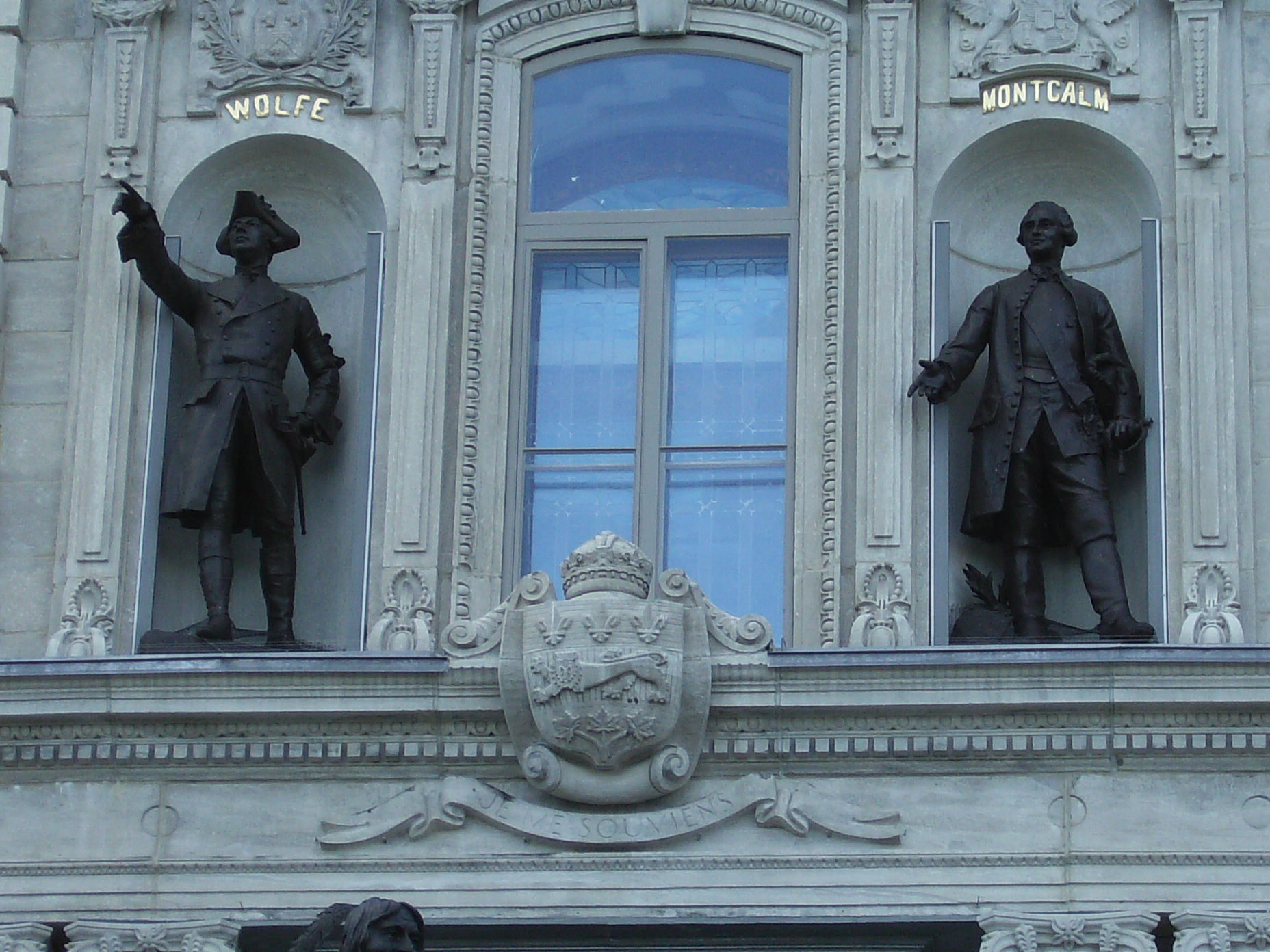
ケベック州議事堂正面のウルフとモンカルムの像

現在、ウィリアム・ハウの兵たちが戦いの日の朝によじ登った崖の下の前浜は工業用地となり、エイブラハム平原そのものはカナダの国立都市公園として保存されている。サント＝フォワの戦いの地には記念碑がある。
2009年、戦いから250年を記念して、多くの活動が提案された。エイブラハム平原とサント＝フォワの戦いの再現も提案されたが、社会秩序が乱れるとして取りやめになった。また、ケベック独立を主張する政党の党首たちが、ケベックのフランス系住民の頬を平手でたたくようなものであり、多数派であるフランス語のみを話す住民に無礼だと述べた。実行反対運動と、暴動が起こるかもしれないという危惧から国立戦場委員会はこのイベントを取りやめた。
もうひとつ、ムーラン・ア・パロールという記念日の企画が提案された。何千人もの人々がエイブラハム平原の戦場公園に集まり、1970年のFLQ（ケベック解放戦線）のマニフェストをはじめ、ケベックの歴史に関する意義深い話の朗読を聞くものであるが、このマニフェストを入れたことで、連邦主義者の政治家の非難やボイコットを受け、資金提供をした幾つかの州政府が撤退を表明した。しかし、結局ムーラン・ア・パロールは何ら問題なく行われたとのことである。この戦場公園には、かつてはウルフとモンカルムの銅像があったが、ウルフの像の方は1963年にケベック解放戦線によって爆破され、今は円柱のみとなっている
また1908年、ケベック入植300年を記念してウルフ・モンカルム両将軍の記念切手がカナダで発売された。